# Saxeten
Saxeten é uma comuna da Suíça, no Cantão Berna, com cerca de 132 habitantes. Estende-se por uma área de 19,14 km², de densidade populacional de 7 hab/km². Confina com as seguintes comunas: Aeschi bei Spiez, Därligen, Lauterbrunnen, Leissigen, Wilderswil.
A língua oficial nesta comuna é o Alemão.